# ジェイソン・パンチョン
ジェイソン・デイヴィッド・イアン・パンチョン  (Jason David Ian Puncheon , 1986年6月18日 - )は、イングランド・ロンドン・クレイロン区出身の元サッカー選手。現役時代のポジションはミッドフィールダー。

## 経歴
2015年5月、クリスタル・パレスFCと新たに2019年までの契約を交わした。

## 所属クラブ
- ミルトン・キーンズ・ドンズFC 2004-2006
- バーネットFC 2006-2008
- プリマス・アーガイルFC 2008-2010
- → ミルトン・キーンズ・ドンズFC (loan) 2008
- → ミルトン・キーンズ・ドンズFC (loan) 2009
- サウサンプトンFC 2010-2014
- → ミルウォールFC (loan) 2010
- → ブラックプールFC (loan) 2011
- → クイーンズ・パーク・レンジャーズFC (loan) 2011
- → クリスタル・パレスFC (loan) 2013-2014
- クリスタル・パレスFC 2014-2019
- → ハダースフィールド・タウンFC (loan) 2019
- パフォスFC 2019-2022
- アノルトシス・ファマグスタ 2022-2023